# Félix Damette
Félix François Damette (ur. 2 czerwca 1936 w Auchel) – francuski polityk, geograf i nauczyciel, poseł do Parlamentu Europejskiego I kadencji.

## Życiorys
Uczył się w Lycée Henri-IV w Paryżu, ukończył studia geograficzne. Od lat 50. pracował jako nauczyciel geografii w liceum w Calais, w 1963 uzyskał agrégation. W późniejszym czasie przez wiele lat wykładał na Université de Paris I, dochodząc do stanowiska profesorskiego. Specjalizował się w geografii miast i planowaniu przestrzennym. Został członkiem zespołu redakcyjnego czasopisma „L’Élu d’aujourd’hui”. Autor publikacji naukowych i współautor publikacji wydawanych przez komunistów.
W 1954 zaangażował się w działalność Francuskiej Partii Komunistycznej, od 1976 i ponownie od lat 80. należał do jej komitetu centralnego. W 1979 wybrano go posłem do Parlamentu Europejskiego, przystąpił do frakcji komunistycznej. W 1984 nie wybrano go ponownie. Pod koniec lat 80. był sygnatariuszem apelu domagającego się reform kierownictwa PCF. Od 1995 zaangażował się w stowarzyszenie polityczne ADS-CAP.

## Życie prywatne
Od 1963 żonaty, jego żona także pracowała jako nauczycielka.